# Bretleben
Bretleben är en ortsteil i staden An der Schmücke i Kyffhäuserkreis i förbundslandet Thüringen i Tyskland. Bretleben var en kommun fram till den 1 januari 2019 när den uppgick i den nya staden An der Schmücke. Bretleben hade 530 invånare 2018.